# Eduard Hambardsumjan

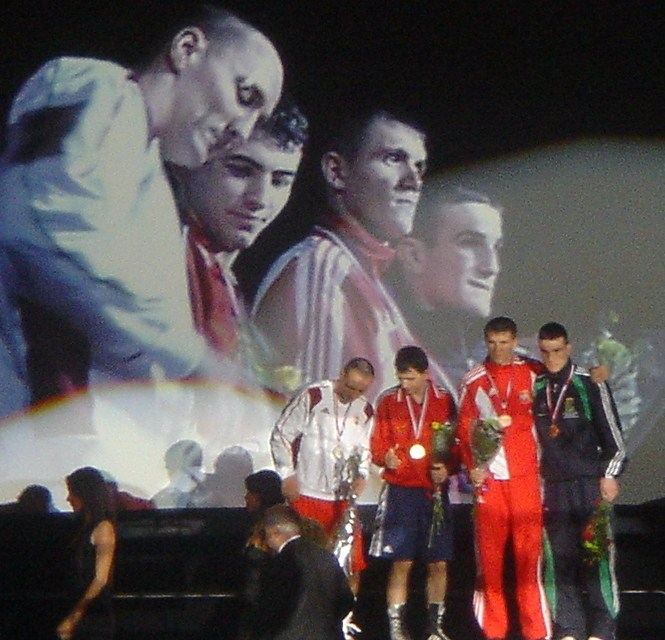
Eduard Hambardsumjan (links)

Eduard Hambardsumjan (armenisch Էդուարդ Համբարձումյան; russisch Эдуард Андраникович Амбарцумян; * 23. Februar 1986 in Sotschi, Russische SFSR) ist ein armenischer Boxer, der erst für Russland und seit 2007 für Armenien startete. Er wurde 2008 in Liverpool Europameister im Halbweltergewicht.

## Werdegang
Hambardsumjan startete unter dem Namen Eduard Ambartsumjan (russische Schreibweise seines Namens) bis Mitte des Jahres 2007 für Russland und seit diesem Zeitpunkt für Armenien. Im Jahre 2003 startete er für Russland bei der Junioren-Europameisterschaft in Warschau und belegte dort im Federgewicht hinter Adrian Alexander aus Rumänien, aber noch vor dem späteren Weltmeister der Amateure Frankie Gavin aus England den 2. Platz. Im Jahre 2004 gelang ihm ein noch größerer Erfolg, denn er wurde im südkoreanischen Jeju sogar Junioren-Weltmeister im Federgewicht. Er benötigte dazu fünf Siege. Im Finale bezwang er dabei Argenis Mendez aus der Dominikanischen Republik nach Punkten (32:27).
Im Jahre 2005 belegte er bei der russischen Meisterschaft nach einer Punktniederlage gegen Shafidin Alachwerdiew im Leichtgewicht den 5. Platz. Er gewann in diesem Jahr auch beim 6. Cup der Öl produzierenden Länder in Nischnevartovsk das Turnier im Leichtgewicht mit Siegen über Farhoo Ajdatow und Seymour Gurbanow, bde. Aserbaidschan.
2006 wurde er russischer Vizemeister im Leichtgewicht. Nach vier Siegen unterlag er dabei im Endkampf gegen Maxin Ignatiew nach Punkten (35:45). Bei der russischen Meisterschaft 2007 kam er im Halbweltergewicht nach einer Viertelfinal-Niederlage gegen Alexander Iwanow aber nicht über den 5. Platz hinaus.
Zu Einsätzen für Russland kam er in den Jahren 2005 bis 2007 nicht. Bei der Weltmeisterschaft des Jahres 2007 in Chicago war er erstmals für Armenien im Einsatz. Er erreichte dort drei Siege und verlor im Viertelfinale gegen Masatsugu Kawachi aus Japan nach Punkten (6:10). Damit erreichte er den 5. Platz, der auch die Qualifikation für die Olympischen Spiele in Peking bedeutete.
2008 gewann er in Valladolid beim 27. Box Am Turnier im Halbweltergewicht. Im Finale besiegte er dabei Gyula Káté aus Ungarn nach Punkten (5:1). Bei den Olympischen Spielen in Peking traf er in seinem ersten Kampf auf Félix Díaz aus der Dom. Rep. und unterlag diesem ziemlich überraschend klar nach Punkten (4:11). Es war nur ein schwacher Trost für ihn, dass dieser Felex Diaz dann sogar Olympiasieger wurde.
Nach dieser Enttäuschung startete Hambardsumjan im November 2008 auch bei der Europameisterschaft in Liverpool. Er war dort in hervorragender Form und wurde mit fünf Siegen neuer Europameister. Auf dem Wege dorthin besiegte er u. a. den Deutschen Slawa Kerber nach Punkten (11:4) und siegte im Endkampf über Gyula Káté durch Abbruch in der 1. Runde.

## Internationale Erfolge
(OS = Olympische Spiele, WM = Weltmeisterschaft, EM = Europameisterschaft, Fe = Federgewicht, Le = Leichtgewicht, Hw = Halbweltergewicht, bis 57 kg, 60 kg u. 64 kg Körpergewicht)
- 2003, 2. Platz, Junioren-EM in Warschau, Fe, hinter Adrian Alexandre, Rumänien u. vor Frankie Gavin, England u. Edgar Manukjan, Armenien;

- 2004, 1. Platz, Turnier "Battle of Stalingrad" in Wolgograd, Fe, vor Wjatscheslaw Kislicyn, Ukraine, Szarof Ajtbarow, Usbekistan u. Maxim Koptjakow, Russland;

- 2004, 1. Platz, Junioren-WM in Jeju/Südkorea, Fe, mit Punktsieg über Gokhan Dolnay, Türkei (26:14), Abbruchsiegen über Edgar Manukjan u. Akmat Madarninow, Kirgisistan und Punktsiegen über Yerkabulan Schumanbayew, Kasachstan und Argenis Mendez, Dom. Rep. (32:27);

- 2005, 1. Platz, Cup der ölproduzierenden Länder in Nischnevartovsk, Le, mit Siegen über Farhod Adjatow u. Seymour Gurbanow, bde. Aserbaidschan;

- 2007, 5. Platz, WM in Chicago, Hw, mit einem Abbruchsieg in der 3. Runde über Carl Heild, Bahamas,  Punktsiegen über Egidijus Kavaliauskas, Litauen (24:6) und Park Kwan-Soo, Korea (18:12) u. einer Punktniederlage gegen Masatsuga Kawachi, Japan (5:10);

- 2008, 1. Platz, Box-Am-Turnier in Valladolid, Hw, mit Punktsiegen über Wassili Schukow, Russland (16:10), Alejandro Rodriguez, Spanien (22:9) und Gyula Káté, Ungarn (5:1);

- 2008, 17. Platz, OS in Peking, Hw, nach einer Punktniederlage gegen Félix Díaz, Dom. Rep. (4:11);

- 2008, 1. Platz, EM in Liverpool, Hw, mit Punktsiegen über Denis Lazarew, Ukraine, Egidijus Kavaliauskas (6:3), Slawa Kerber, Deutschland (11:4) u. Marcin Łęgowski, Polen (8:1) u. einem Abbruchsieg in der 1. Runde über Gyula Káté

## Russische Meisterschaften
- 2005, 5. Platz, Le, mit Siegen über Aydar Kadymow u. Roman Golubkow u. einer Punktniederlage im Viertelfinale gegen Shafidin Alachwerdiew,
- 2006, 2. Platz, Le, mit Siegen über Magomed Idrisow, Igor Iwanow, Nikolai Stepanow u. Shafidin Alachwerdiew u. einer Punktniederlage im Endkampf gegen Maxim Ignatiew,
- 2007, 5. Platz, Hw, nach Siegen über Rasul Magomedow u. Aligadchi Magomedow u. einer Niederlage im Viertelfinale gegen Alexander Iwanow